# ديف ويلسون (سياسي كندي)
ديف ويلسون هو سياسي كندي، ولد في 1970 في ألما في كندا. حزبياً، نشط في Nova Scotia New Democratic Party ‏. وقد انتخب عضو مجلس نواب نوفا سكوتيا.